# Axylia dallolmoi
Axylia dallolmoi là một loài bướm đêm trong họ Noctuidae.